# Agronomovca, Ungheni
Agronomovca este satul de reședință al comunei cu același nume  din raionul Ungheni, Republica Moldova.